# Gadella filifer
Gadella filifer är en fiskart som först beskrevs av Garman, 1899.  Gadella filifer ingår i släktet Gadella och familjen Moridae. Inga underarter finns listade i Catalogue of Life.